# Sobów (Tarnobrzeg)
Sobów – część Tarnobrzega położona w północno-wschodniej części miasta.
Osiedle ma charakter rolniczy z zabudową jednorodzinną. Graniczy z Lasem Zwierzynieckim, Zakrzowem, Sielcem, Mokrzyszowem oraz Furmanami i Żupawą.

## Historia
Sobów to dawniej samodzielna wieś. W latach 1973–1976 w gminie Tarnobrzeg. 1 października 1976 włączony do gminy Grębów. 1 lipca 1990 włączony do Tarnobrzega (1468,65 ha).
W 1969 r. powstała tu rzymskokatolicka parafia Matki Bożej Częstochowskiej, w latach 1990–1991 rozbudowano kościół parafialny. Komunikację z centrum miasta zapewniają autobusy MKS Tarnobrzeg – linie nr 9 i 14 oraz komunikacja prywatna.
W sąsiedztwie Lasu Zwierzynieckiego usytuowany jest główny tarnobrzeski cmentarz komunalny, który powstał na początku lat 90. XX wieku. W 2009 r. wybudowano na nim Kaplicę Wszystkich Świętych.
W 1984 r. powstał Osiedlowy Zespół Sportowy „Iskra” Sobów Tarnobrzeg. W 1887 r. powstało połączenie kolejowe i stacja kolejowa Sobów. W maju 2010 r. osiedle zostało częściowo zalane w wyniku powodzi i podtopień.

## Osoby związane z Sobowem
- Ferdynand Kuraś – poeta i pisarz ludowy – dzieciństwo spędził w Sobowie
- Tomasz Dąbal – urodzony w Sobowie, polityk, działacz komunistyczny
- Wincenty Buczek – patron szkoły podstawowej (nr 11)
- Franciszek Dąbal – urodzony w Sobowie, polityk – działacz ZSL, poseł na Sejm PRL
- Aleksander Zając – rolnik, działacz społeczny (OSP) i partyjny (ZSL), poseł na Sejm PRL VII kadencji
- ks. Adam Burda. sobow.sandomierz.opoka.org.pl. [zarchiwizowane z tego adresu (2013-12-31)]. – pierwszy proboszcz parafii sobowskiej
- Bogusław Szwedo – urodzony w Sobowie, właściciel Radia Leliwa
- Walenty Czech. zamek-sandomierz.pl. [zarchiwizowane z tego adresu (2014-12-09)]. (1850–1923) – rzeźbiarz ludowy